# Iwanowka (Region Altai, Tretjakowski)
Iwanowka (russisch Ивановка) ist eine Siedlung in der russischen Region Altai. Der Ort gehört zur Landgemeinde Schipunichinski selsowet im Tretjakowski rajon.

## Geographie
Iwanowka liegt 37 Kilometer östlich vom Rajonzentrum Tretjakowo. Dort befindet sich auch die nächste Bahnstation an der Strecke von Rubzowsk in das kasachische Öskemen. Der Gemeindesitz Schipunicha liegt zwei Kilometer nordwestlich.

## Bevölkerungsentwicklung
| Jahr | Einwohner |
| ---- | --------- |
| 1926 | 294       |
| 2002 | 14        |
| 2010 | 12        |

Anmerkung: Volkszählungsdaten